# Okleśna
Okleśna – wieś w Polsce położona w województwie małopolskim, w powiecie chrzanowskim, w gminie Alwernia.
Wieś leży w dolinie rzeki Wisły przy ujściu potoku Regulka, w miejscu gdzie równinna Kotlina Oświęcimska przechodzi w pagóry Bramy Krakowskiej.
W 1595 roku wieś położona w powiecie proszowskim województwa krakowskiego była własnością Aleksandra Myszkowskiego.
W latach 1954–1961 wieś należała i była siedzibą władz gromady Okleśna, po jej zniesieniu w gromadzie Alwernia. W latach 1975–1998 miejscowość położona była w województwie krakowskim.
Integralne części miejscowości: Kolonia, Latarka.

## Historia
Na podstawie odkryć archeologicznych wyrobów krzemiennych przypuszcza się, że pierwsze ślady osadnictwa w Okleśnej pochodzą już z epoki mezolitu, to jest około 8–4,5 tys. lat p.n.e. Na terenie dzisiejszych okolic Okleśnej w epoce tzw. kultury łużyckiej (900–500 lat p.n.e.) znajdowały się trzy siedliska. Główna osada została archeologicznie udokumentowana w Kwaczale na terenie przysiółka Łozek. Niektórzy badacze wymieniają również cmentarzysko pochodzące z epoki kultury łużyckiej na terenie dzisiejszej Okleśnej. W wyniku burzliwych przemian demograficznych (wędrówki ludów) tereny dzisiejszej ziemi chrzanowskiej wyludniły się i pierwsze wzmianki o ponownym osadnictwie w tych rejonach pojawiły się w XII w. W 1179 książę krakowski Kazimierz Sprawiedliwy podarował Mieszkowi Plątonogiemu „...dwa od ziemi krakowskiej oderwane powiaty bytomski i oświęcimski”. Darowizna była dokonana z okazji chrztu syna Mieszka Plątonogiego, którego ojcem chrzestnym był Kazimierz Sprawiedliwy. Dziecko otrzymało z tego powodu imię Kazimierz (późniejszy książę opolski), a w prezencie urodzinowym część ziemi krakowskiej. Nowymi granicami księstwa raciborsko-opolskiego objęte zostały wtedy tereny na lewym brzegu Przemszy i Wisły; od ujścia rzeki Okleśnej po Chrzanów. Okres księstwa opolskiego w okolicach Okleśnej trwał do lat 1271–1273.
Przywilej Kazimierza I opolskiego dla Klemensa Gryfity wydany 1 sierpnia 1228 w Rybniku wymienia rzekę Oclesna. O przywileju tym wspomina Kodeks Dyplomatyczny Polski Juliana Bartoszewicza, tom III wydany w 1858 w Warszawie:

Kazimierz książę opolski za zgodą baronów swego księstwa postanowił wzmocnić zamek w Opolu obronnymi murami. Na kierującego robotami wyznaczył Wierzbiętę z rodu Gryfitów, który był rodzonym bratem Klemensa Magnusa. Natomiast sam Klemens Gryfita na budowę wspomnianych murów wyłożył sumę pięciuset grzywien. Były to wielkie pieniądze, a najdobitniej świadczy o tym nadanie księcia Kazimierza, które stanowiło rekompensatę za wyłożoną przez Klemensa gotówkę. Otrzymuje więc Klemens miejscowości: Niemodlin, Czeladź, Smolice, Zagórze, Rozkochowice oraz „…ziemie na lewym brzegu Wisły od ujścia Chechła do Wisły i od ujścia rzeczki Okleśny do Wisły, tam gdzie Skawa uchodzi do Wisły, na Okleśnej podobnie jak i na Chechle prawa do bobrowisk, nie dalej jednak jak do granic komesa Chotimira w Chrzanowie.

W czasie pierwszego najazdu tatarskiego na Polskę w 1241 roku część wojsk tatarskich w swym marszu na Śląsk przeprawiała się przez Wisłę w okolicach dzisiejszej Okleśnej.
W przywileju książęcym wydanym 28 kwietnia 1364 w Zatorze, książę oświęcimski odnowił przywilej dla Dytka, syna Piotra, jaki ten dostał na sołectwa w Łopusznej. Granice wsi miały się zaczynać w miejscu, w którym wypływa potok Okleśna i iść do wielkiego jeziora wsi Łączany, gdzie ten potok wpływa do jeziora. Stanisław Kuraś. Wydawca Zbioru Dokumentów Małopolskich zidentyfikował nieistniejącą dziś wieś Łopuszną jako Okleśną. Tę identyfikację podważyła Zofia Leszczyńska-Skrętowa. Jak udowodniła, rzeczka Okleśna, o której mowa w przywileju była prawobrzeżnym dopływem Wisły, zaś rzeczka Okleśna (dziś Regulka), nad którą leży wieś Okleśna, jest dopływem lewobrzeżnym. Łopuszna z przywileju leżała 10 km na południowy wschód od Zatora, ostatnia wzmianka o niej pojawiła się w 1561 roku. Jak stwierdziła, pomimo że identyfikacja Kurasia była błędna, to nie ulega wątpliwości, że nazwa wsi Okleśnej została urobiona od rzeczki o tej samej nazwie. Okleśna po raz kolejny została wymieniona w 1349, z którego roku pochodzi list „Żegoty i Grzegorza braci, synów Zakliki dziedzica Poremby Zakliczej (obecnie Żegoty), na umowę z Bodzantą biskupem, o młyn na rzece Okleśna, między tą Porembą a wsią Kwaczałą biskupią”. Źródła historyczne podają po raz pierwszy w 1396, iż we wsi Przewóz (obecnie przysiółek Spytkowic) istniał prom na rzece Wiśle. Okleśna leży na przeciwległym brzegu rzeki, na dawnym szlaku handlowym Racibórz-Spytkowice-Kraków. O ważności tego traktu w dawniejszych czasach świadczy wzmianka, iż urzędnicy królewscy dokonujący w 1570 roku lustracji dróg w całym województwie krakowskim napisali w swoim sprawozdaniu:

Przyjechaliśmy z Spithkowicz do Oklesznie, wsi paniej Trykaczowej, tamechmy drogę wymierzyli, która jest niezła, bo wszystko piaski....

Przeprawa promowa istnieje w tym miejscu do dziś, obecnie na lokalnej drodze Poręba Żegoty – Okleśna – Spytkowice. Wieś istniała w 1427, kiedy Jakub z Okleśnej sprzedał ją Mikołajowi z Rusocic za 4 kmieci w Grojcu, 100 grzywien i konia wartości 10 grzywien.
W 1503 książę zatorski Janusz dokonał rozgraniczenia posiadłości klasztoru mogilskiego i tynieckiego na terenie księstwa Zatorskiego. Granica ta przebiegała wzdłuż potoku Okleśna. W XVI w. (według Haberlanda i Katona już przed 1557) istniała tu papiernia produkująca papier na potrzeby Akademii Krakowskiej. W 2. połowie XVIII w. 75% papieru na potrzeby Krakowa importowano ze Śląska, resztę pokrywały lokalne zakłady (Polcza, Krzeszowice i Okleśna; stan na 1763). Papiernia ta przetrwała do XIX w., gdyż niemieckie źródła z Jahrbücher für Kultur und Geschichte der Slaven wspominają, iż w ówczesnym Landesarchiv w Krakowie znajduje się dokumentacja (kosztorys remontu) „młyna papierowego” w Okleśnej z lat 1842–1845.
Księga dochodów Beneficjów Diecezji Krakowskiej z 1529 dotycząca Klucza Lipowieckiego wymienia Okleśną obok Jankowic i Rozkochowa jako wsie płacące podatek rzeczny. Z tej księgi wiadomo również, iż wieś płaciła kościołowi w Czernichowie dziesięcinę w wysokości 2 grzywien, co oznacza, że była wtedy w tej parafii. W XVI wieku nastąpiła zmiana w przynależności parafialnej, ponieważ według księgi poborowej ziemi proszowskiej z 1561 roku Okleśna wraz Brodłami należały już do parafii w Porębie Żegoty. Okleśna należała wtedy do spadkobierców Piotra Zborowskiego. Majątek obejmował 5 łanów kmiecych, 3 zagrodników bez roli, 2 komorników bez bydła. W 1595 roku wieś była w posiadaniu Aleksandra Myszkowskiego. Wiadomo o tym, gdyż w 1599 klasztor Bożego Ciała na Kazimierzu pod Krakowem wytoczył Myszkowskiemu (właścicielowi Brodeł, Mirowa i Okleśnej) proces o kradzież drewna w lasach wsi Kamień. Myszkowscy herbu Jastrzębiec byli wtedy właścicielami Spytkowic, zaś Okleśna stanowiła część klucza spytkowickiego. W 1622 Stanisław Lubomirski, krajczy koronny, sprzedał Marcinowi Szyszkowskiemu Okleśną z folwarkiem i papierniami. Wieś Okleśnia wchodziła wraz z folwarkiem w 1662 roku w skład majętności spytkowickiej Łukasza Opalińskiego. Nad Wisłą znajdował się port, skąd w XVII i XVIII w. spławiano do Gdańska m.in. rudę cynku z kopalni w Psarach.
Rejestr poborowy (podatkowy) województwa krakowskiego podaje, że z Okleśnej pobrano w 1629 roku 12 florenów, zaś w 1680 roku 266 florenów i 12 groszy.
W latach 1703–1708 wybudowano w klasztorze w Alwerni kaplicę dla cudownego obrazu Ecce homo. Współfundatorem tej kaplicy był młynarz Jan Para z Okleśnej.
W 1894 powstała Szkoła Powszechna. 15 sierpnia 1899 otwarto przebiegającą przez Okleśną linię kolejową Trzebinia – Spytkowice – Wadowice – Skawce wraz z miejscowym przystankiem kolejowym i mostem na Wiśle. Linia ta została zamknięta dla ruchu pasażerskiego w 2002. W 1910 utworzono czytelnię Towarzystwa Oświaty Ludowej. Przed 1914 we wsi istniało Kółko Rolnicze. W tym czasie funkcjonował też wapiennik (zamknięty w latach 80. XX w.).
Przed 1914 wieś wraz z przysiółkiem Ameryka oraz osadą Soświca należała do okręgu krzeszowickiego okręgu sądowego i powiatowego.
Słownik geograficzny Królestwa Polskiego i innych krajów słowiańskich, Filipa Sulimierskiego i Władysława Walewskiego, z 1880–1914 podaje w tomie VII krótką informację dotyczącą Okleśnej:

Wieś, pow. Chrzanowski, parafia Poręba Żegoty, ma 539 mieszkańców (1880r). Szem. (?) diecezji krakowskiej z roku 1884 podaje 739 mieszkańców. Posiadłość większa Artura hr. Potockiego ma 26 mórg roli, 55 mórg łąk i 374 mórg lasu: posiadłość mniejsza 322 mórg roli, 32 mórg łąk, 84 morgi pastwisk i 1 morgę lasu. Wieś zabudowała się w dolinie nadwiślańskiej, po obu stronach Regulickiego potoku, aż po jego ujście do Wisły (z lewego brzegu). Po obu stronach podnosi się nieznacznie teren, z 231 metrów w stronę zachodnią na 251 metrów., a we wschodnią na 317 metrów. Odległość od Alwernii w linii powietrznej 4,5 km, drogą zaś na Poręby 7,5km.

Jeszcze na początku XX w. wieś należała do tzw. hrabstwa teńczyskiego.
W 1939 Okleśna liczyła 128 domów i nieco ponad 600 mieszkańców. Po agresji Niemiec na Polskę większość mieszkańców uległa powszechnej panice i zaczęła uciekać na wschód. 4 września wycofujące się wojsko polskie wysadziło częściowo most kolejowy na Wiśle. Wehrmacht wkroczył do opustoszałej miejscowości bez walk 5 września 1939. Po  przejściu frontu mieszkańcy zaczęli stopniowo powracać do Okleśnej. Wieś została z dniem 20 listopada 1939 wcielona do III Rzeszy, przewidywano zmianę nazwy wsi na Regenau. Okleśna stała się przez to na ponad 5 lat miejscowością graniczną. Na wschodnim krańcu wsi przebiegała granica między III Rzeszą a Generalnym Gubernatorstwem. Okupantowi chodziło o to, żeby miejscowa linia kolejowa znalazła się na terytorium III Rzeszy. W lutym 1940 zamknięto granicę dla dzieci z Podłęża uczęszczających do szkoły w Okleśnej. Z początkiem 1940 rozpoczęto wysyłki młodych ludzi na roboty przymusowe do Niemiec. Latem 1940 Niemcy wysiedlili z Alwerni do polskich rodzin w Okleśnej wszystkich alwernijskich Żydów (około 40 osób). Po jakimś czasie przewieziono ich furmankami pod eskortą policyjną w okolice Jaworzna. Z 40 alwernijskich Żydów wojnę przeżyło 6 osób. W połowie 1941 Niemcy wywieźli do getta w Chrzanowie dwie miejscowe rodziny żydowskie (10 osób). W 1942 wysiedlono osiem rodzin polskich, a na ich miejsce osiedlono Niemców, na rzecz których Polacy zmuszeni byli nieodpłatnie pracować. Do pracy na rzecz gospodarzy niemieckich zmuszano również dzieci ze szkoły. W Okleśnej działała komórka ruchu oporu, na której czele podobnie jak w innych miejscowościach gminy stał miejscowy nauczyciel Mieczysław Werner. 19 stycznia 1945 miejscowość wyzwoliły oddziały Armii Czerwonej.
Bilans II wojny światowej w Okleśnej był następujący:
- w obozach koncentracyjnych obozach pracy straciło życie 7 mieszkańców wsi (wśród nich 22-letni Franciszek Bachowski, który zginął w Oświęcimiu 2 czerwca 1943),
- wysiedlono do getta w Chrzanowie dwie rodziny żydowskie przedwojennych sklepikarzy – Jakuba Staszowera i Joska Melcera (10 osób), z których prawdopodobnie nikt nie ocalał,
- wywieziono na roboty przymusowe do Niemiec przynajmniej 19 osób (wśród nich m.in. Rozalię i Weronikę Stańczyk),
- wysiedlono i wywłaszczono bez żadnych odszkodowań 8 polskich rodzin w tym dwa młyny (rodziny: Galosa, Bernego, Chodackiego, Matusika, Noworyty, Janika, Cichonia, Zabagły),
- wywłaszczono z ziemi kilkadziesiąt dalszych rodzin,
- zniszczono bibliotekę szkolną oraz wyposażenie dydaktyczne szkoły.

Po wojnie okolice były areną starć pomiędzy zbrojnym podziemiem (Oddział Spuły) a przedstawicielami nowej władzy (Milicja Obywatelska). Zabici lub zamordowani byli po obu stronach. Szczególnie tragiczne było zamordowanie przez milicjantów w 1946 członków rodziny sprzyjającego zbrojnemu podziemiu młynarza z Okleśnej, zabito młynarza i jego dwie niepełnoletnie córki. W akcji odwetowej przeprowadzonej przez oddział Spuły w pobliskim Podłężu zostali zamordowani dwaj milicjanci.
W 1954 otwarto bibliotekę gromadzką, natomiast w 1964 nową Szkołę Podstawową im. XX-lecia PRL, tzw. tysiąclatkę (obecnie im. Ignacego Jana Paderewskiego).
W 1983 erygowano parafię Matki Boskiej Częstochowskiej w Okleśnej.
Miejscowość zamieszkują wyznawcy Kościoła rzymskokatolickiego i Świadkowie Jehowy.

## Atrakcje turystyczne

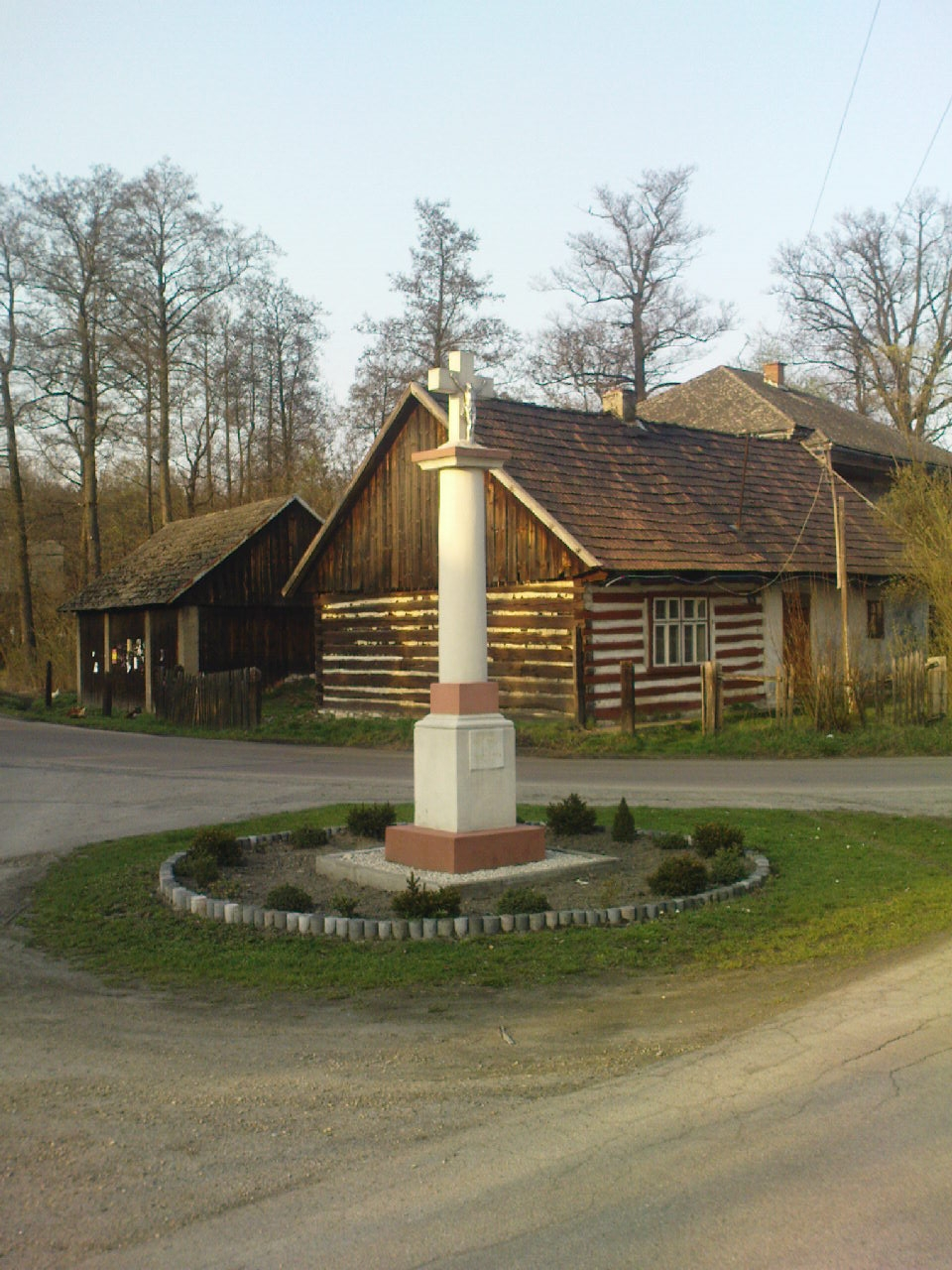
Kamienny krzyż z 1878 w centrum wsi

- Teatr Ludowy „Tradycja” – laureat licznych przeglądów folklorystycznych i ludowych;
- położony na granicy z Alwernią zalew „Skowronek”;
- Przeprawa promowa na Wiśle;
- Kościół pw. Matki Boskiej Częstochowskiej (konsekrowany w 1991);
- liczne kapliczki przydrożne z XIX w., kamienny krzyż z 1878, na podstawie austriackiej mapy katastralnej można stwierdzić, że w tym miejscu stał już krzyż w 1848 roku, a najprawdopodobniej już wcześniej (zapewne drewniany);
- ruiny kuźni z 1910;
- resztki austriackiej strażnicy wojskowej z 1905 przy moście kolejowym na Wiśle;
- Szlak Miejsc Papieskich[8]

## Szlaki turystyczne
- Alwernia – Czernichów
- Alwernia – Regulice – Źródła – Okleśna – Mirów – Brodła-Zalas – Rudno
- Wiślana Trasa Rowerowa

## Komunikacja
Wieś posiada połączenia autobusowe (prywatni przewoźnicy) z Krakowem, Trzebinią i Chrzanowem. Do 2002 kursowały przez Okleśną pociągi pasażerskie na lokalnej linii kolejowej. Obecnie odbywa się tylko ruch towarowy obsługujący Zakłady Chemiczne w Alwerni. W Okleśnej istniała towarowa kolej wąskotorowa. Jedna z linii, o długości około 12 km, prowadziła do kamieniołomu porfiru Orley w Zalasie (obecnie nieczynny). Niedaleko od dzisiejszego Zalewu Skowronek istniało odgałęzienie tej linii do nieczynnego obecnie kamieniołomu Belwender, znajdującego się wtedy na terenie wsi Poręba Żegoty (obecnie w Alwerni). Na miejscowej stacji kolejowej istniała rampa, na której następował przeładunek kamienia na wagony normalnotorowe. W latach 60. XX w. linię zlikwidowano, a pod koniec lat 80. XX w. rozebrano resztki stacji przeładunkowej. Druga, krótsza linia wąskotorowa (ok. 1,5 km) prowadziła nad Wisłę, skąd wożono żwir. Po likwidacji tej linii (lata 50. XX w.) kontynuowano transport żwiru samochodami ciężarowymi na miejscową stację, gdzie przeładowywano go na wagony kolejowe. Pod koniec lat 80. XX w. zaprzestano przewozu żwiru, zaś bocznicę zlikwidowano. Obecnie fragmentami byłej linii do Orleya prowadzi pomarańczowy szlak rowerowy.

## Wzgórza
- Węgielnica
- Soświca